# St. Pankraz
St. Pankraz è un comune austriaco di 355 abitanti nel distretto di Kirchdorf, in Alta Austria.
Qui si nascose e venne poi arrestato, l'11 agosto 1945, il Gauleiter e spietato gerarca nazista August Eigruber, fuggito per circa 90km dal Campo di concentramento di Mauthausen, dove fu poi tradotto, processato e condannato a morte per crimini contro l'umanità.